# Kevin Krieger
Pas d'image ? Cliquez ici

a Compétitions nationales et continentales officielles uniquement.

b Matchs officiels uniquement.
Dernière mise à jour le 1 décembre 2020.
Kevin Krieger, né le 11 septembre 1998, est un joueur néerlandais de rugby à XV qui évolue au poste de troisième  ligne. 

## Biographie
Il débute le rugby à 5 ans, au sein du Haagsche Rugby Club (nl) à La Haye. Il rejoint ensuite le RC 't Gooi à la suite d'un déménagement à Dronten. 
Il est alors repéré lors du championnat d'Europe de rugby à XV des moins de 18 ans 2016 par le club de Montpellier Hérault rugby, qui lui propose de rejoindre son académie, en compagnie de son compatriote Koen Bloemen. 
Il passera alors trois saisons au sein de l'académie montpelliéraine, jouant au sein du championnat de France espoirs de rugby à XV. Bien qu'encore espoir, il débute sous les couleurs de la sélection néerlandaise en 2018, à l'âge de 19 ans. 
A la fin de son passage dans l'académie montpelliéraine, il n'est pas retenu dans l'effectif professionnel. Il est finalement recruté en tout début de saison par l'AS Fleurance en Fédérale 1, où il signe son premier contrat professionnel. Bien que disposant de temps de jeu, sa relation avec son entraîneur et les joueurs amateurs français n'est pas optimale. Il décide alors de quitter le club en début d'année 2020 et de rentrer aux Pays-Bas terminer ses études. Il retrouve le RC 't Gooi, sans ancien club, et se concentre sur la sélection néerlandaise dont il est devenu le capitaine. 
Pour la saison suivante, il retrouve sa première équipe, le Haagsche Rugby Club. 

## Carrière

### En club
- 2019-2020 : AS Fleurance
- 2020 : RC 't Gooi
- Depuis 2020 : Haagsche Rugby Club (nl)

## Statistiques

### En sélection
| Année | Compétition   | Matchs | Points | Essais | Transf. | Drops | Pénal. |
| ----- | ------------- | ------ | ------ | ------ | ------- | ----- | ------ |
| 2018  | RET 2017-2018 | 3      | -      | -      | -       | -     | -      |
| 2018  | RET 2018-2019 | 2      | 5      | 1      | -       | -     | -      |
| 2019  | RET 2018-2019 | 3      | -      | -      | -       | -     | -      |
| 2019  | RET 2019-2020 | 2      | -      | -      | -       | -     | -      |
| 2020  | RET 2019-2020 | 2      | -      | -      | -       | -     | -      |
| Total | Total         | 12     | 5      | 1      | -       | -     | -      |

| Essai | Adversaire | Lieu                 | Compétition   | Date             | Résultat | Score |
| ----- | ---------- | -------------------- | ------------- | ---------------- | -------- | ----- |
| 1     | Pologne    | Arena Lublin, Lublin | RET 2018-2019 | 17 novembre 2018 | Victoire | 0-49  |